# Zimmerius acer
Zimmerius acer (лат.) — вид птиц из семейства тиранновых. До недавних пор считался подвидом Zimmerius gracilipes. Птицы обитают в лесах на востоке Амазонской низменности (в Венесуэле, Гвиане) и в северо-восточной части Бразилии.

## Описание
Длина тела 9-11,4 см. Масса 5,7-11 г. По размеру и внешнему облику представители вида очень схожи с Zimmerius gracilipes, но в отличие от них имеют почти чисто белые лицо и нижнюю часть горла.

## Биология
Питаются насекомыми и мелкими фруктами. Продолжительность и даты брачного сезона неизвестны, но яйца были собраны в сентябре с Суринаме. Обнаруженное в Гайане гнездо было куполообразным с боковым входом.
МСОП присвоил виду охранный статус LC.